# John Broome (Philosoph)
John Broome (* 17. Mai 1947 in Kuala Lumpur, Malaysia) ist ein britischer Moralphilosoph und Ökonom. Schwerpunkt seiner Arbeit ist die praktische Vernunft und angewandte Ethik. Größere Aufmerksamkeit erlangte er seit Mitte der 2000er Jahre besonders durch seine Arbeit zur Klimaethik.

## Leben
Broome verbrachte seine frühe Kindheit in Malaysia und Singapur. Von 1965 bis 1968 studierte er Mathematik und Ökonomik an der Trinity Hall, University of Cambridge. Es schlossen sich vier Jahre Studium zum PhD in Ökonomik am Massachusetts Institute of Technology an. In den folgenden zwei Jahren ergänzte Broome seine akademische Ausbildung durch einen Master of Arts in Philosophie am Bedford College, University of London. Von 1972 bis 1978 war er Dozent für Ökonomik am Birkbeck College, University of London.
Es schlossen sich 17 Jahre an der University of Bristol an, wo Broome 1992 zum Professor für Ökonomik und Philosophie berufen wurde. Von 1995 bis 2000 war er Professor für Philosophie an der University of St Andrews. Ab 2000 bis zu seiner Emeritierung 2014 lehrte er an der Universität Oxford. Broome war und ist außerdem Gastprofessor an zahlreichen weiteren Universitäten, u. a. in Stanford.
Seit 2000 ist er Mitglied (Fellow) der British Academy. Im Jahr 2014 verlieh ihm die Universität Bayreuth den Philosopher's Stone (Stein der Weisen) für seine Arbeit. Im gleichen Jahr wurde er darüber hinaus in die American Academy of Arts and Sciences gewählt.

## Werk
In den 1970er Jahren befasste sich Broome vorwiegend mit Fragen der theoretischen Ökonomik. Im Lauf der 1980er wandte er sich zunehmend Fragestellungen an der Grenze zwischen Ökonomik und Ethik zu. Ein Schwerpunkt seiner Arbeit ist es, ökonomische Ansätze individueller Entscheidungen und Nutzenoptimierung auf ethische Probleme anzuwenden. So befasste er sich besonders mit der Bewertung von Leben und untersuchte die bioethische Frage, inwieweit man Mittel zur Anhebung von Lebensqualität oder eher für längeres Leben einsetzen soll. Beeinflusst wurden seine Arbeiten vor allem von Richard Jeffrey, Amartya Sen und Derek Parfit.
Broome war als Berater für mehrere Kommissionen und internationale Organisationen tätig. Er verfasste für die Weltgesundheitsorganisation mehrere Artikel zur Bewertung von Gesundheit und Leben. Größere Aufmerksamkeit brachte ihm seine Arbeit zum Klimawandel ein.
Broome befasste sich schon 1992 für das Economic and Social Research Council (ERSC) mit der Bewertung von Schäden durch den gegenwärtigen Klimawandel. Im Jahr 2006 war er als Berater für den Stern-Report über die Ökonomik des Klimawandels aktiv. Amerikanische Ökonomen, allen voran William D. Nordhaus, kritisierten die moralischen Annahmen des Berichts, besonders die geringe Abzinsung bei der Bewertung künftiger Schäden – „die ethischen Überlegungen […] finde ich weithin irrelevant“, so Nordhaus – und traten für eine Bewertung anhand marktüblicher Zinsen ein. Broome war verärgert und fühlte sich herausgefordert, die ethischen Annahmen, auf denen diese marktorientierte, scheinbar neutrale Position der amerikanischen Ökonomen basierte, herauszuarbeiten.
Aufgrund seiner Arbeiten zum Klimawandel wurde er zum Hauptautor in der Arbeitsgruppe III zum Fünften Sachstandsbericht des IPCC für ein neu aufgenommenes Kapitel zur Klimaethik. Broome berichtete kritisch über die Arbeit für den Weltklimarat und den Einfluss von Regierungen auf die Zusammenfassung für Politiker, die Aussagen verwässert hätten. Emissionsmengen für das Zwei-Grad-Ziel bezeichnete er als aus der Luft gegriffen und plädierte dafür, Klimaschutz als Versicherung gegen eine Katastrophe anzusehen. Broome sieht jeden Menschen in der moralischen Pflicht, Emissionen soweit möglich zu reduzieren und durch Klimakompensation auszugleichen und es so zu vermeiden, anderen Schaden zuzufügen.

## Schriften

### Monografien
- John Broome: The microeconomics of capitalism. Academic Press, London, New York 1983, ISBN 0-12-135780-5.
- John Broome und David Ulph: Counting the cost of global warming : a report to the Economic and Social Research Council on research. White Horse, 1992, ISBN 1-874267-01-4 (ox.ac.uk [PDF]).
- John Broome: Weighing goods: equality, uncertainty, and time. Basil Blackwell, Oxford, England 1995, ISBN 0-631-19972-1.
- John Broome: Ethics out of economics. Cambridge University Press, Cambridge, New York 1999, ISBN 0-521-64491-7.
- John Broome: Weighing lives. Clarendon, Oxford 2006, ISBN 0-19-929770-3.
- John Broome: Climate matters: ethics in a warming world. W.W. Norton, New York 2012, ISBN 978-0-393-06336-3 (Einführung in die Klimaethik für eine breitere Öffentlichkeit).
- John Broome: Rationality Through Reasoning. Blackwell, New York 2013, ISBN 978-0-393-06336-3.

### Fachaufsätze (Auswahl)
- John Broome: Normative Requirements. In: Ratio. Band 12, Nr. 4, Dezember 1999, ISSN 0034-0006, doi:10.1111/1467-9329.00101.
- Derek Parfit und John Broome: Reasons and Motivation. In: Proceedings of the Aristotelian Society. Band 71, 1997, JSTOR:4106956.
- John Broome: Qalys. In: Journal of Public Economics. Band 50, Nr. 2, Februar 1993, ISSN 0047-2727, doi:10.1016/0047-2727(93)90047-W.
- John Broome: Discounting the Future. In: Philosophy & Public Affairs. Band 23, Nr. 2, April 1994, ISSN 0048-3915, S. 128, doi:10.1111/j.1088-4963.1994.tb00008.x.

### Populärwissenschaftliche Aufsätze
- John Broome: The ethics of climate change. In: Scientific American. Juni 2008 (ox.ac.uk [PDF] einführender Text über Klimaethik und -ökonomik mit einem besonderen Schwerpunkt auf die soziale Diskontierung künftiger Schäden).